# Eletrodinâmica estocástica

Diagrama feito por Antony Valentini em uma palestra sobre a teoria de De Broglie–Bohm. Valentini argumenta que a teoria quântica é um caso de equilíbrio especial de uma física mais ampla e que pode ser possível observar e explorar o não-equilíbrio quântico

A eletrodinâmica estocástica (na sigla em inglês, SED, de stochastic electrodynamics) é uma extensão da interpretação de Broglie–Bohm da mecânica quântica, com o campo de ponto zero eletromagnético (ZPF - Zero Point Field) desempenhando um papel central como a onda-piloto guia. A teoria é uma teoria determinística de variáveis ocultas não-locais. É diferente de outras interpretações mais tradicionais da mecânica quântica, como a eletrodinâmica quântica (QED), uma eletrodinâmica estocástica da interpretação de Copenhague e a interpretação de muitos mundos de Everett. A SED descreve a energia contida no vácuo eletromagnético no zero absoluto como um campo de ponto zero estocástico e flutuante. O movimento de uma partícula imersa nessa radiação estocástica de ponto zero geralmente resulta em comportamento altamente não-linear, às vezes caótico ou emergente. As abordagens modernas para a SED consideram as propriedades quânticas de ondas e partículas como efeitos emergentes bem coordenados resultantes de interações não lineares mais profundas (sub-quânticas) entre matéria e campo.
Dada a natureza emergente postulada das leis quânticas na SED, argumentou-se que elas formam uma espécie de "equilíbrio quântico" que tem um status análogo ao do equilíbrio térmico na dinâmica clássica. Portanto, em princípio, a SED permite outras distribuições de "não-equilíbrio quântico", para as quais as previsões estatísticas da teoria quântica são violadas. É argumentado de forma controversa que a teoria quântica é apenas um caso especial de uma física não linear muito mais ampla, uma física na qual a sinalização não local (superluminal) é possível e na qual o princípio da incerteza pode ser violado. Também foi proposto que a inércia é uma dessas leis emergentes. Os resultados relatados estão sujeitos a argumentos consideráveis, com acusações de que isso leva à possibilidade de anti-gravidade, drives sem reação (reactionless drives) ou energia livre.

## Campo de fundo clássico
O campo de fundo é introduzido como uma força de Lorentz na equação (clássica) de Abraham-Lorentz-Dirac (ver: força de Abraham-Lorentz-Dirac), onde as estatísticas clássicas dos campos elétrico e magnético e combinações quadráticas decorrentes são escolhidas para coincidir com os valores de expectativa de vácuo dos operadores equivalentes na QED. O campo é geralmente representado como uma soma discreta de componentes de Fourier, cada um com amplitude e fase que são variáveis aleatórias clássicas independentes, distribuídas de modo que as estatísticas dos campos sejam isotrópicas e inalteradas sob aumentos. Essa prescrição é tal que se espera que cada modo de Fourier na frequência (f) tenha uma energia de hf/2, igualando à do estado fundamental dos modos de vácuo da QED. A menos que seja cortado, o campo total tem uma densidade infinita de energia, com uma densidade espectral de energia (por unidade de frequência por unidade de volume) [2h/c3]f3 onde h é a constante de Planck. Consequentemente, o campo de fundo é uma versão clássica do ZPF eletromagnético da QED, embora na literatura da SED o campo seja comumente chamado simplesmente de 'o ZPF' sem fazer essa distinção. Qualquer frequência finita de corte do próprio campo seria incompatível com a invariância de Lorentz. Por esse motivo, alguns pesquisadores preferem pensar na frequência de corte em termos da resposta das partículas ao campo, e não como uma propriedade do próprio campo.

## Breve história
A eletrodinâmica estocástica é um termo para uma coleção de esforços de pesquisa de muitos estilos diferentes, com base na ansatz de que existe uma radiação eletromagnética aleatória invariante de Lorentz. As ideias básicas existem há muito tempo; mas Marshall (1963) e Brafford parecem ter sido os criadores dos esforços mais concentrados a partir da década de 1960. Posteriormente, Timothy Boyer, Luis de la Peña e Ana María Cetto foram talvez os colaboradores mais prolíficos da década de 1970 e além. ref>Boyer, T. H. (1980). «A Brief Survey of Stochastic Electrodynamics». Foundations of Radiation Theory and Quantum Electrodynamics. pp. 49–64. ISBN 0-306-40277-7</ref> Outros fizeram contribuições, alterações e propostas concentrando-se na aplicação da SED a problemas na QED. Um tópico separado foi a investigação de uma proposta anterior de Walther Nernst tentando usar a noção SED de uma ZPF clássica para explicar a massa inercial devido a uma reação a vácuo.
Em 2000, Trevor Marshall derivou uma previsão experimental da SED apelidada de "conversão ascendente paramétrica espontânea" (spontaneous parametric up-conversion - SPUC) como um processo duplo da bem conhecida conversão paramétrica descendente espontânea (SPDC). A SPUC foi testada em 2009 e 2010 com resultados positivos.
Em 2010, Cavalleri et al. introduziu a SEDS (SED 'puro', como eles chamam, mais spin) como uma melhoria fundamental que eles alegam superar potencialmente todas as desvantagens conhecidas da SED. Eles também afirmam que a SEDS resolve quatro efeitos observados até agora inexplicados pela QED, ou seja, 1) a origem física do ZPF e seu ponto de corte superior natural; 2) uma anomalia em estudos experimentais da massa de repouso neutrino; 3) a origem e o tratamento quantitativo do ruído 1/f; e 4) a cauda de alta energia (~1021 eV) dos raios cósmicos. Dois experimentos de difração de elétrons de fenda dupla são propostos para discriminar entre mecânica quântica e SEDS.
Experimentos inconclusivos, mas encorajadores, foram realizados em 2012 por Dmitriyeva e Moddel, nos quais as emissões em "... infravermelho foram claramente observadas", que eles não puderam explicar usando "... modelos termodinâmicos convencionais".
Em 2013, Auñon et al. mostrou que as interações de Casimir e Van der Waals são um caso particular de forças estocásticas de fontes eletromagnéticas quando o espectro de Planck amplo é escolhido e os campos de ondas não são correlacionados. Abordando emissores de luz parcialmente coerentes flutuantes com uma distribuição espectral de energia na faixa óptica, isso estabelece a ligação entre a eletrodinâmica estocástica e a teoria da coerência; doravante, propondo uma maneira de criar e controlar opticamente ambos os campos de ponto zero, bem como as forças de Lifshitz de flutuações térmicas. Além disso, isso abre caminho para a criação de muitas forças estocásticas ao empregar fontes de luz de banda estreita para corpos com respostas dependentes da frequência.
Em uma dissertação de 2014, Carlos Alberto de Oliveira Henriques mediu a mudança de energia nos níveis atômicos dos átomos de Xe ao passarem por membranas nanoporosas de Casimir. Algumas evidências de radiação anômala foram observadas, no entanto, ele não foi capaz de distinguir conclusivamente essa radiação do fundo devido às deficiências mencionadas no detector.

## Escopo da SED
A SED tem sido usado nas tentativas de fornecer uma explicação clássica para efeitos anteriormente considerados como exigindo mecânica quântica (aqui restrita à equação de Schrödinger e à equação de Dirac e QED) para sua explicação. Também teve uso para motivar um suporte clássico baseado em ZPF para gravidade e inércia. Não há acordo universal sobre os sucessos e fracassos da SED, seja em sua congruência com as teorias padrão da mecânica quântica, QED e gravidade, ou em sua conformidade com a observação. As seguintes explicações baseadas na SED são relativamente incontroversas e estão livres de críticas no momento da redação deste artigo:
- O efeito Casimir[29]
- A força de Van der Waals[30]
- Diamagnetismo[31]
- O efeito Unruh[32]

Os seguintes cálculos baseados em SED e reivindicações relacionadas a SED são mais controversos e alguns foram sujeitos a críticas publicadas:
- O estado fundamental do oscilador harmônico[33]
- O estado fundamental do átomo de hidrogênio[34]
- Ondas de De Broglie[35]
- Inércia[36][37]
- Gravitação[38]
- Não localidade e testes do teorema de Bell

## Energia de ponto zero
Segundo Haisch e Rueda, a inércia surge como uma força de arrasto eletromagnético nas partículas em aceleração, produzidas pela interação com o campo do ponto zero. Em seu artigo de 1998 na Ann. Phys. (veja citações), eles falam de um "fluxo de Rindler", presumivelmente significando o efeito Unruh, e afirmam ter calculado um "momento z.p.f." diferente de zero. Esse cálculo baseia-se na reivindicação deles de calcular um "vetor Poynting de z. p. f." diferente de zero.
Estas propostas de energia do ponto zero sugerem uma fonte de baixo ou nenhum custo de energia livre do vácuo, bem como a esperança de desenvolver um drive sem reação. A NASA continua fazendo avaliações: Na interpretação usual da energia a vácuo, não é possível usá-la para fazer trabalho. No entanto, a SED adota uma interpretação clássica um pouco mais literal e vê a densidade de energia muito alta do vácuo eletromagnético como ondas de propagação, que devem necessariamente carrear um fluxo considerável de energia e momento, normalmente não evidente na ausência de matéria, porque o fluxo é isotrópico.